# Березина (Львівський район)
Березина́ — село в Україні, у Львівському районі Львівської області. Населення становить 114 осіб. Орган місцевого самоврядування - Рава-Руська міська рада.

## Історія
До середини XIX ст. Березина була присілком села Кам'янки-Волоської.

## Населення

### Мова
Розподіл населення за рідною мовою за даними перепису 2001 року:
| Мова       | Кількість | Відсоток |
| ---------- | --------- | -------- |
| українська | 114       | 100%     |